# AA Eureka
Asociación Atlética Eureka – argentyński klub piłkarski z siedzibą w mieście Buenos Aires.

## Osiągnięcia
- Mistrz drugiej ligi: 1918

## Historia
Klub Asociación Atlética Eureka w 1918 roku uzyskał awans do pierwszej ligi. W 1919 roku doszło do rozłamu w lidze – w chwili podziału ligi klub Eureka zajmował ostatnie, 19. miejsce. W mistrzostwach zorganizowanych przez federację Asociación Argentina de Football klub zajął 4. miejsce. W 1920 roku klub Eureka włączony został do klubu CS Palermo, który przez to uzyskał prawo gry w pierwszej lidze.
Klub Eureka w swym jedynym pierwszoligowym sezonie rozegrał 11 meczów (7 anulowanych), w tym 2 zwycięstwa (1 anulowane), 2 remisy (1 anulowany) i 7 porażek (5 anulowanych), uzyskując 6 punktów (w tym 3 anulowane). Klub zdobył 12 bramek (w tym 7 w meczach anulowanych) oraz stracił 21 bramek (w tym 15 w meczach anulowanych).
Klub Eureka reprezentowany był raz podczas mistrzostw Ameryki Południowej – w turnieju Copa América 1919, gdzie Argentyna zajęła trzecie miejsce, w składzie reprezentacji znalazł się Ernesto Scoffano.
W klubie Eureka grał obrońca reprezentacji Argentyny Ludovico Bidoglio, późniejszy dwukrotny mistrz Ameryki Południowej (1925 i 1927) i srebrny medalista olimpijski.